# Meruacesa
Meruacesa is een geslacht van vliesvleugeligen uit de familie Eulophidae. De wetenschappelijke naam van dit geslacht is voor het eerst geldig gepubliceerd in 2009 door Koçak & Kemal.

## Soorten
Het geslacht Meruacesa omvat de volgende soorten:
- Meruacesa camerounensis (Risbec, 1955)
- Meruacesa cuprata (Ferrière, 1960)
- Meruacesa elegans (Delucchi, 1962)
- Meruacesa liriomyzae (Boucek, 1988)